# Po dugačkim ljestvama
Po dugačkim ljestvama (eng. Up The Long Ladder) osamnaesta je epizoda druge sezone američke znanstveno-fantastične serije Zvjezdane staze: Nova generacija. 

## Radnja
Odgovarajući na hitan poziv za pomoć Enterprise odlazi u Sektor Ficus da spasi Bringloidise, narod čiji će planet biti uništen sunčevim bakljama. Po dolasku na mjesto katastrofe, Riker teleportira na brod cijelu bringloidsku civilizaciju, koja se sastoji od oko 200 ljudi i životinja, vođenih veselim čovjekom Danilom Odellom i njegovom tvrdoglavom ali prekrasnom kćeri Brennom.

Picard saznaje da su Bringloidisi napustili Zemlju zajedno s još jednom skupinom ljudi koja je, nezainteresirana za ostatkom na Bringloidu, ostavila Danila i njegov narod te krenula na nepoznato odredište.
Sumnjajući da bi i druga kolonija mogla biti u opasnosti, Picard pokreće potragu koja ih dovodi do planeta Mariposa. Kada se ekipa teleportira na planet, otkriju da je cjelo mariposansko društvo sastavljeno od klonova koji su stvoreni od par članova posade koji su preživjeli pad njihovog broda.

Pateći od degenerativnog stanja poznatog kao «Replicative Fading», Mariposani pitaju Enterpriseove časnike da doniraju svjež DNK kako bi klonirati nove građane. Kada Riker i Dr. Pulaski odbiju njihov zahtjev, mariposanski ih vođa onesvijesti i uzme s njihovog tijela stanice potrebne za kloniranje.

Po povratku na Enterprise, Dr.Pulaski je zaprepaštena kad otkrije da i njoj i Rikeru nedostaju stanice. Teleportiraju se nazad u mariposanski laboratorij s namjerom da unište svoje klonove koji još nisu dostigli potpunu zrelost. Mariposanski vođa je na to bijesan, jer bez novog DNK, njegova će vrsta ubrzo izumrijeti. U pokušaju da ponovno naseli Bringloidse i pomogne Mariposanima, Picard predloži da se dva naroda međusobno razmnožavaju prirodnim putem. Iako na početku oklijevajući, obje se strane slože i tako se grupa koja je krenula sa Zemlje, ponovno okupi na jednom mjestu.

## Vanjske poveznice
- Po dugačkim ljestvama na startrek.com  Arhivirana inačica izvorne stranice od 15. kolovoza 2009. (Wayback Machine)